# Qays Shayesteh
Qays Shayesteh (Kabul, 22 maart 1988) is een Nederlands voetballer van Afghaanse afkomst die als middenvelder speelt. Hij is de oudere broer van voetballer Faysal Shayesteh.

## Carrière
In 2008 maakt Shayesteh de overstap van het beloftenteam van FC Twente naar Heracles Almelo. In zijn eerste seizoen komt hij tot zes optredens in de Eredivisie. In zijn tweede seizoen kreeg hij onder de nieuwe trainer Gertjan Verbeek echter minder speeltijd, waarop hij in maart dan ook te horen kreeg dat zijn contract niet verlengd werd.
Vanaf 2010 speelde Shayesteh op amateurbasis bij BV Veendam. In de winterstop van het seizoen 2010/11 tekende hij een profcontract bij FC Emmen, alwaar hij met trainer Hake werd herenigd. Shayesteh werkte al met hem in de jeugd van FC Twente. In het seizoen 2012-2013 kwam hij uit voor VV Glanerbrug en daarna speelde hij voor DETO Twenterand. Vanaf het seizoen 2019/20 speelt hij bij GVV Eilermark. In 2021 ging hij naar HVV Tubantia. Ook werd hij assistent van trainer Anoush Dastgir bij VV DUNO waar ook zijn broer speelde.

## Erelijst
- Landskampioen A-junioren: 2007 (FC Twente/Heracles)
- Landskampioen Jong-FC Twente: 2008

## Clubstatistieken
| Seizoen | Club            | Land      | Competitie     | Duels | Goals |
| ------- | --------------- | --------- | -------------- | ----- | ----- |
| 2008/09 | Heracles Almelo | Nederland | Eredivisie     | 6     | 0     |
| 2009/10 | Heracles Almelo | Nederland | Eredivisie     | 1     | 0     |
| 2010/11 | BV Veendam      | Nederland | Eerste Divisie | 18    | 2     |
| 2010/11 | FC Emmen        | Nederland | Eerste Divisie | 7     | 0     |
| Totaal  | Totaal          | Totaal    | Totaal         | 32    | 2     |

## Interlands
| Datum      | Tegenstander | Type wedstrijd                 | Uitslag | Goals |
| ---------- | ------------ | ------------------------------ | ------- | ----- |
| 09-04-2011 | Sri Lanka    | AFC Challenge Cup Kwalificatie | 1-0     | 0     |
| 11-04-2011 | Noord-Korea  | AFC Challenge Cup Kwalificatie | 0-2     | 0     |